# Weißer Grasbär

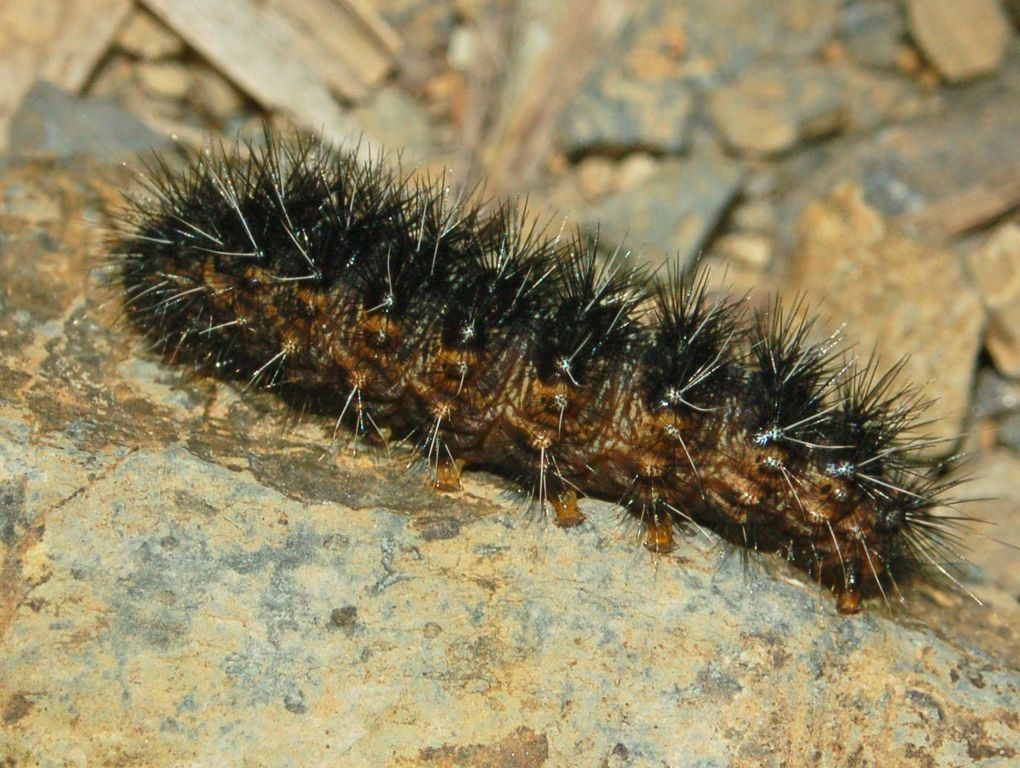
Raupe

Der Weiße Grasbär (Coscinia cribraria) ist ein Schmetterling (Nachtfalter) aus der Unterfamilie der Bärenspinner (Arctiinae).

## Merkmale
Die Falter erreichen eine Flügelspannweite von 30 bis 40 Millimetern. Ihre weißen Vorderflügel haben eine sehr variable schwarze Fleckzeichnung. Es kann diese entweder ganz fehlen oder aus dichten Punktreihen bestehen. Die Hinterflügel sind ebenfalls weiß und haben am Vorderrand eine graue Partie, die sich unterschiedlich weit am Flügel ausbreitet. In manchen Fällen sind die ganzen Hinterflügel grau. Die Falter aus den feuchteren Gebieten sind im Gegensatz zu denen aus trockenen wesentlich dunkler gefärbt und stärker punktiert. In der Ruhestellung rollen sie ihre Flügel um den Körper.
Die Raupen werden ca. 25 Millimeter lang. Sie sind schwarz und haben am Rücken eine weiße Linie. Auf der Unterseite und an den Seiten sind sie hellbraun bzw. rotbraun gefärbt. Sie haben am ganzen Körper verteilte Haarbüschel, die sowohl aus etwas kürzeren, schwarzen Haaren, als auch aus längeren, weißen Haaren bestehen.

## Vorkommen
Die Tiere kommen in ganz Europa, außer auf Großbritannien und im hohen Norden vor. Sie fehlen auch im Alpenvorland und im Gebirge. Sie leben in trockenen und warmen sandigem und steppigem Gelände wie z. B. der Heide, auf Sandtrockenrasen, und in Waldschneisen. In Deutschland sind sie im Norden und Osten häufig, nach Süden hin werden sie selten. Sie fliegen von Mitte Juni bis Anfang August.

## Lebensweise
Sie sind nachtaktiv, können aber tagsüber aus der Vegetation aufgescheucht werden. Sie leben jährlich in einer Generation, südlich der Alpen gibt es aber meist zwei.
Die Weibchen legen etwa 40 ihrer metallisch grau glänzenden Eier ringförmig an Grashalme, die unter vier bis fünf Meter hohen Kiefern wachsen. Die Raupen sitzen bevorzugt hoch auf den Pflanzen und überwintern dort. An milden Wintertagen sind sie aktiv. Sie verpuppen sich im Juni unter Steinen oder am Wurzelhals von Gräsern in einem lockeren Gespinst.
Die Raupen fressen bevorzugt verwelkte Pflanzenteile von Gräsern und anderen niedrigen Pflanzen wie z. B.
- Schwingel (Festuca)
- Besenheide (Calluna vulgaris)
- Spitzwegerich (Plantago lanceolata)
- Gewöhnlicher Löwenzahn (Taraxacum sect. Ruderalia)